# Congregazione degli studi
La Congregazione degli studi, in latino Congregatio studiorum, era un organismo della Curia romana, oggi soppresso.

## Storia
Il primo dicastero pontificio dedicato agli studi e alle università cattoliche fu istituito da papa Sisto V con la bolla Immensa Aeterni Dei del 22 gennaio 1588, con la quale il pontefice riformava la Curia romana. Esso prese il nome di Congregatio pro universitate studii romani (Congregazione per l'universalità dello studio romano) ed aveva giurisdizione sugli studi nelle università e nei collegi di Roma e dello Stato pontificio, e di altre importanti istituzioni universitarie dell'Europa, come quelle di Bologna, Parigi, Salamanca e Oxford. Ma ben presto questa Congregazione perse d'importanza e fu abolita da papa Clemente X (1670-1676).
Nel 1814 papa Pio VII istituì una speciale commissione di cardinali per mettere in atto una riforma degli studi dello Stato pontificio; a questa commissione fece seguito, con un motu proprio del 6 luglio 1816, una "Congregazione per stabilire le leggi e i regolamenti pel sistema degli studj, delle Université, e luoghi di pubblica educazione in tutto lo Stato", che tre anni dopo pubblicò il "Metodo di pubblica istruzione ed educazione per lo Stato pontificio". Queste iniziative confluirono nella nuova Congregatio studiorum istituita da papa Leone XII con la costituzione Quod divina sapientia del 28 agosto 1824, che aveva il compito di vegliare sull'organizzazione e la disciplina interna delle università e delle scuole di secondo grado dello Stato pontificio.
Nel 1870, all'indomani della soppressione dello Stato pontificio, la Congregazione continuò ad operare, allargando i suoi compiti alle università del mondo cattolico e agli istituti "pontifici" di Roma. Confermata in queste sue prerogative dalla Sapienti consilio di papa Pio X (1908), la Congregazione degli studi fu soppressa da papa Benedetto XV nel 1915: con il motu proprio Seminaria clericorum del 4 novembre 1915, il papa creò la nuova Congregatio de seminariis et de studiorum universitatibus, alla quale affidò le competenze che furono della Congregazione degli studi assieme a quelle relative ai seminari, che già erano appartenute alla Congregazione Concistoriale.

## Cronotassi dei prefetti
- Cardinale Francesco Bertazzoli (28 agosto 1824 - 7 aprile 1830 deceduto)
- Cardinale Giacinto Placido Zurla, O.S.B.Cam. (3 luglio 1830 - 29 ottobre 1834 deceduto)
- Cardinale Luigi Lambruschini, B. (21 novembre 1834 - 20 maggio 1845 dimesso)
- Cardinale Giuseppe Gasparo Mezzofanti (23 maggio 1845 - 10 aprile 1848 dimesso)
- Cardinale Carlo Vizzardelli (10 aprile 1848 - 24 maggio 1851 deceduto)
- Cardinale Raffaele Fornari (7 giugno 1851 - 15 giugno 1854 deceduto)
- Cardinale Giovanni Brunelli (23 giugno 1854 - 18 settembre 1856 nominato vescovo di Osimo e Cingoli)
- Cardinale Vincenzo Santucci (14 novembre 1856 - 19 agosto 1861 deceduto)
- Cardinale Karl August von Reisach (25 settembre 1861 - 22 dicembre 1869 deceduto)
- Cardinale Annibale Capalti (3 gennaio 1870 - 18 ottobre 1877 deceduto)
- Cardinale Lorenzo Nina (19 ottobre 1877 - 15 marzo 1878 nominato cardinale segretario di Stato)
- Cardinale Antonio Saverio De Luca (13 agosto 1878 - 28 dicembre 1883 deceduto)
- Cardinale Giuseppe Pecci, S.I. (16 febbraio 1884 - 29 ottobre 1887 ritirato)
- Cardinale Tommaso Maria Zigliara, O.P. (28 ottobre 1887 - 16 gennaio 1893 nominato cardinale vescovo di Frascati)
- Cardinale Camillo Mazzella, S.I. (22 giugno 1893 - 15 giugno 1897 nominato prefetto della Congregazione dei riti)
- Cardinale Francesco Satolli (21 luglio 1897 - 8 gennaio 1910 deceduto)
- Cardinale Beniamino Cavicchioni (11 marzo 1910 - 17 aprile 1911 deceduto)
- Cardinale Francesco di Paola Cassetta (3 giugno 1911 - 10 febbraio 1914 nominato prefetto della Congregazione del Concilio)
- Cardinale Benedetto Lorenzelli (13 febbraio 1914 - 15 settembre 1915 deceduto)

## Cronotassi dei segretari
- Presbitero Giovanni Soglia Ceroni (28 agosto 1824 - 23 giugno 1834 nominato segretario della Congregazione dei Vescovi e Regolari)
- Presbitero Lodovico Altieri (23 giugno 1834 - 18 luglio 1836 nominato nunzio apostolico in Austria)
- Presbitero Lorenzo Simonetti (1º gennaio 1837 - 18 febbraio 1839 nominato assessore della Congregazione della Romana e Universale Inquisizione)
- Presbitero Prospero Caterini (18 febbraio 1839 - 28 novembre 1845 nominato assessore della Congregazione della Romana e Universale Inquisizione)
- Presbitero Annibale Capalti (28 novembre 1845 - 15 marzo 1852 dimesso)
- Presbitero Placido Ralli (7 marzo 1853 - 15 marzo 1875 nominato segretario della Congregazione dei Riti)
- Presbitero Włodzimierz Czacki (15 marzo 1875 - 15 marzo 1877 nominato segretario della Congregazione per gli Affari Ecclesiastici Straordinari)
- Presbitero Luigi Pallotti (15 marzo 1877 - 16 novembre 1880 nominato sostituto per gli Affari Generali della Segreteria di Stato)
- Presbitero Agapito Panici (1º gennaio 1881 - 1º gennaio 1900 nominato segretario della Congregazione dei Vescovi e Regolari)